# Damiano Cima
Damiano Cima (* 13. September 1993 in Brescia) ist ein ehemaliger italienischer Radrennfahrer.

## Werdegang
Cima siegte 2016 beim italienischen Eintagesrennen Gran Premio Industrie del Marmo und erzielte seinen ersten internationalen Erfolg. Nachdem er zum Saisonende 2017 beim Professional Continental Team Nippo-Vini Fantini als Stagiaire fuhr, erhielt er ab 2018 dort einen regulären Vertrag. Er gewann mit der chinesischen Tour of Xingtai 2018 sein erstes internationales Etappenrennen.
Sein größter Erfolg gelang Cima mit dem Sieg auf der 18. Etappe des Giro d’Italia 2019, als er Teil eines Ausreißertrios war, welches auf der Zielgeraden vom Peloton gestellt wurde und sich als einziger vor den Sprintern ins Ziel rettete.

## Erfolge
2016
- Gran Premio Industrie del Marmo

2018
- Gesamtwertung, eine Etappe und Punktewertung Tour of Xingtai
- eine Etappe Tour of China I

2019
- eine Etappe Giro d’Italia